# Le Pays de France
Ne doit pas être confondu avec Pays de France.
Le Pays de France (sous-titré Organe des états-généraux du tourisme) est un ancien périodique français illustré publié de 1914 à 1919. Initialement à vocation touristique, il a adopté une ligne patriotique dès l'entrée en guerre.

## Histoire
C'était à l'origine un mensuel édité par le journal Le Matin et destiné à la promotion touristique. Son numéro 1 paraît, comme mensuel, le 10 mai 1914 et s'interrompt avec son numéro 3 en juillet 1914. La publication est reprise en octobre 1914 avec le numéro 3 bis dont la couverture représente le bombardement de la cathédrale de Reims.
Le 12 novembre 1914 il devient hebdomadaire. Son numéro 219 paraît le 26 décembre 1918. Sur un ton résolument patriotique, il relate par les mots, les plans de batailles et les photographies la vie des soldats et des Français lors de la Première Guerre mondiale.
Il cesse de paraître à la fin de l'année 1919.

## Galerie de couvertures

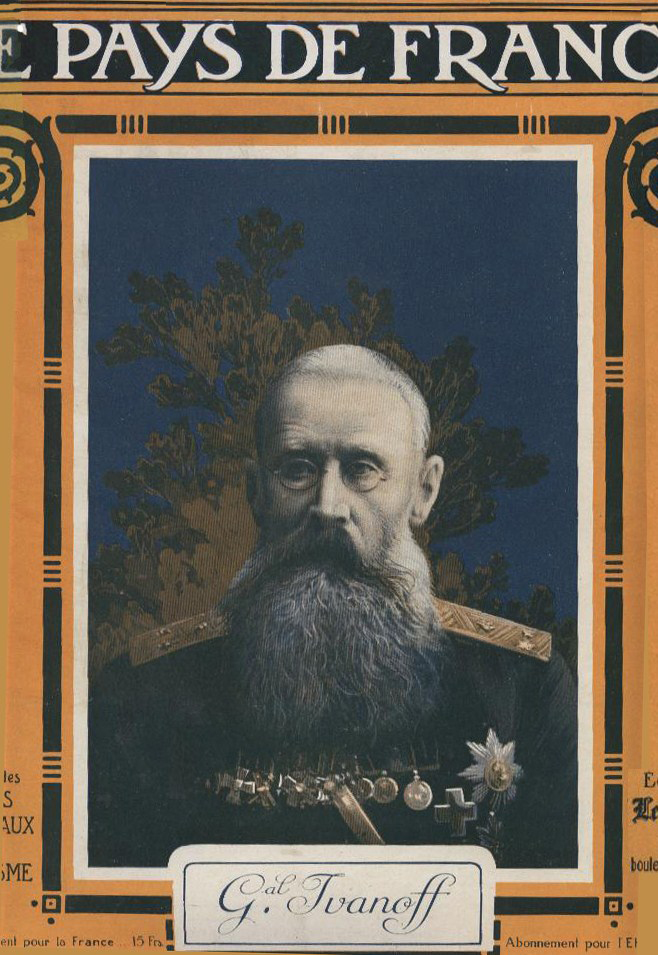
la couverture du no 72, le général Ivanoff (général russe Nikolaï Ivanov).
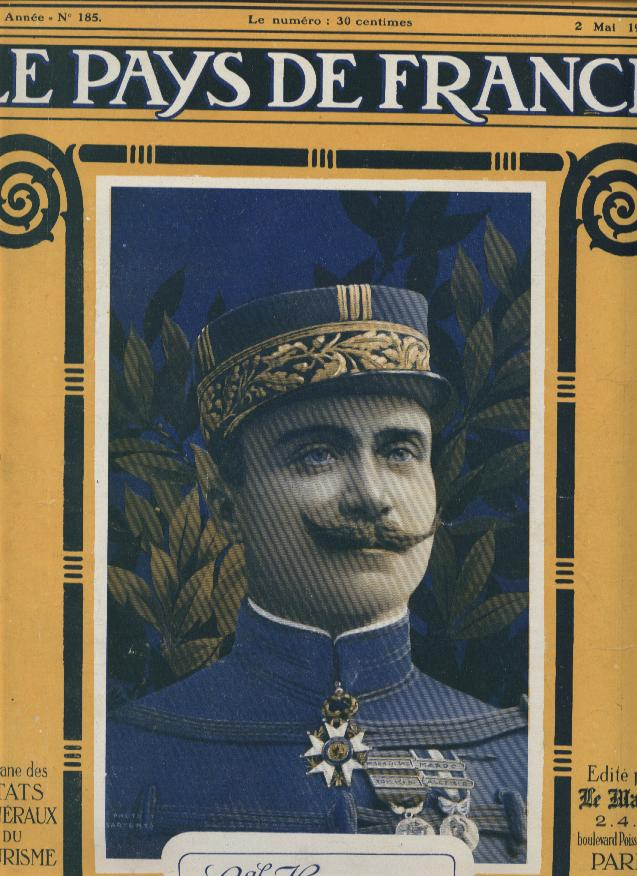
la couverture du no 185, le général Henrys.
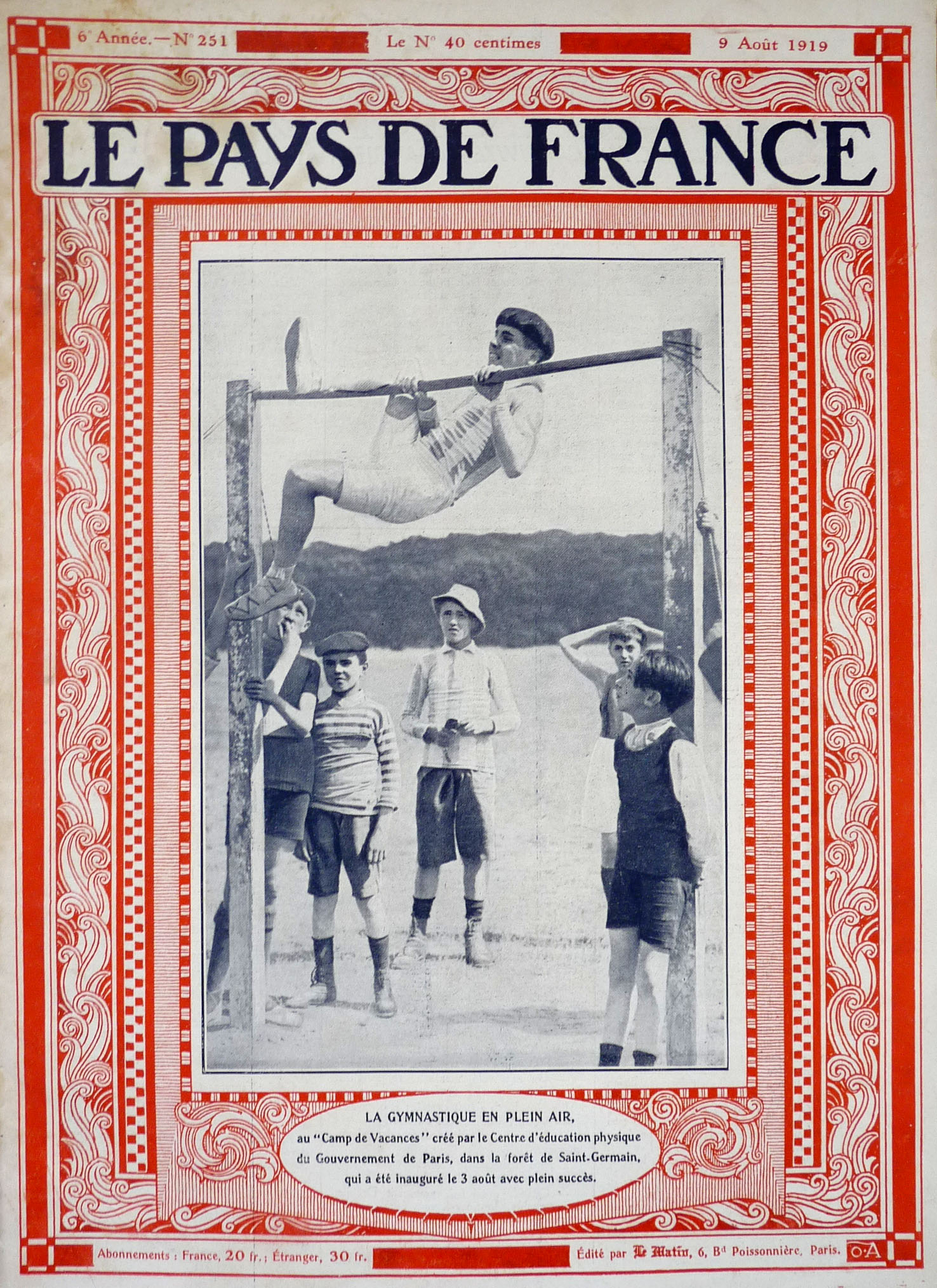
no 251, 9 août 1919
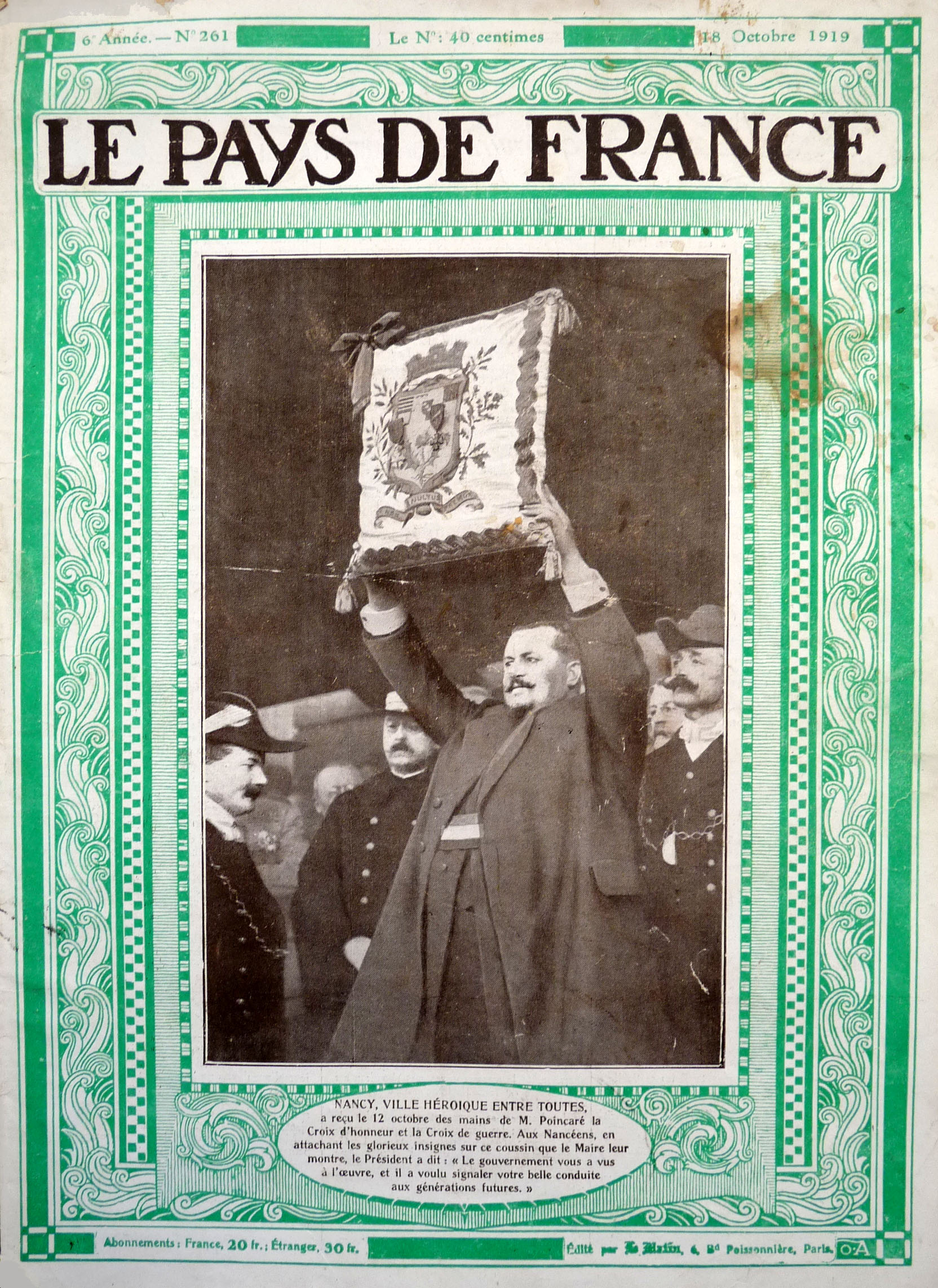
no 261, 18 octobre 1919
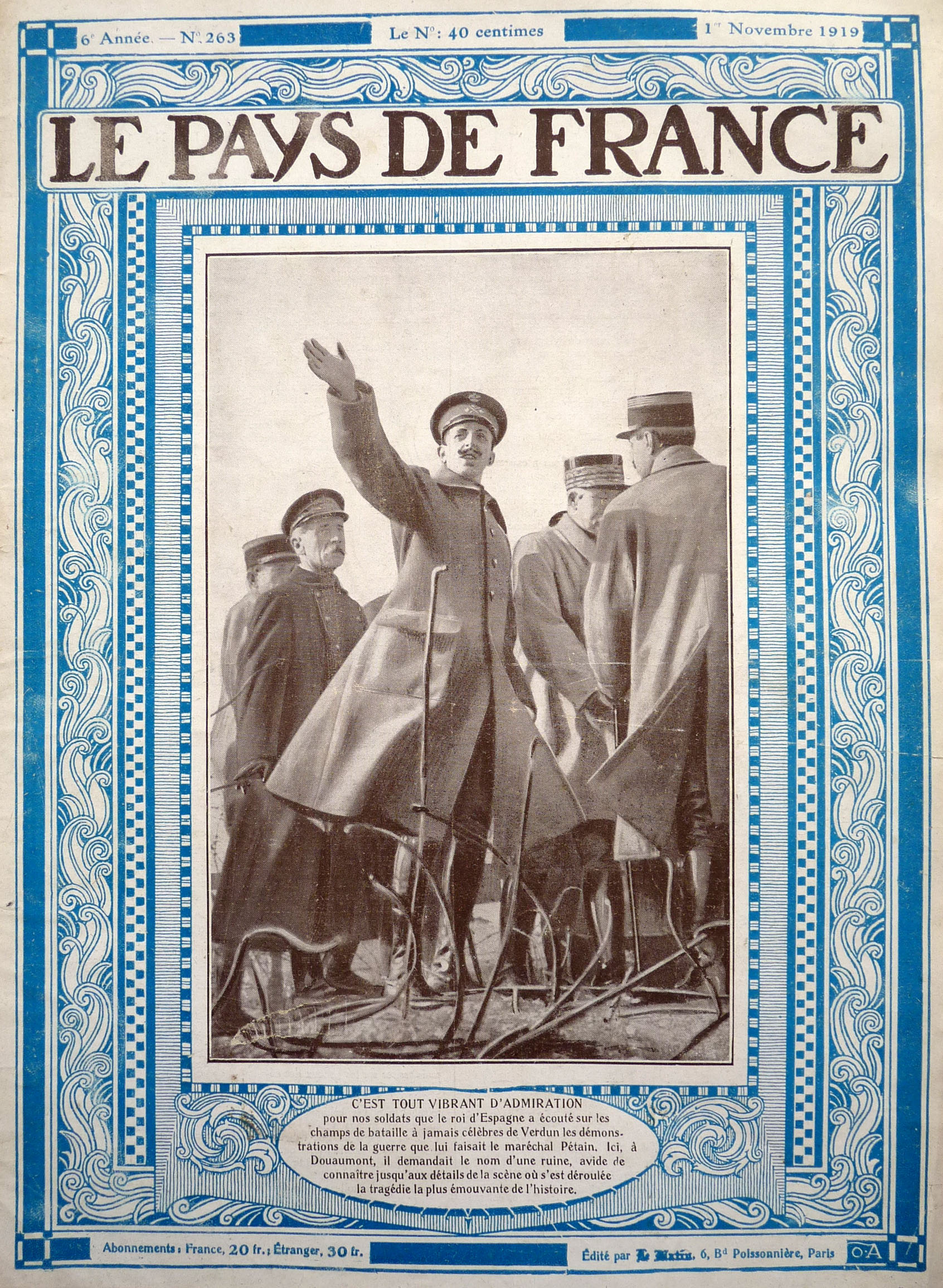
no 263, 1er novembre 1919
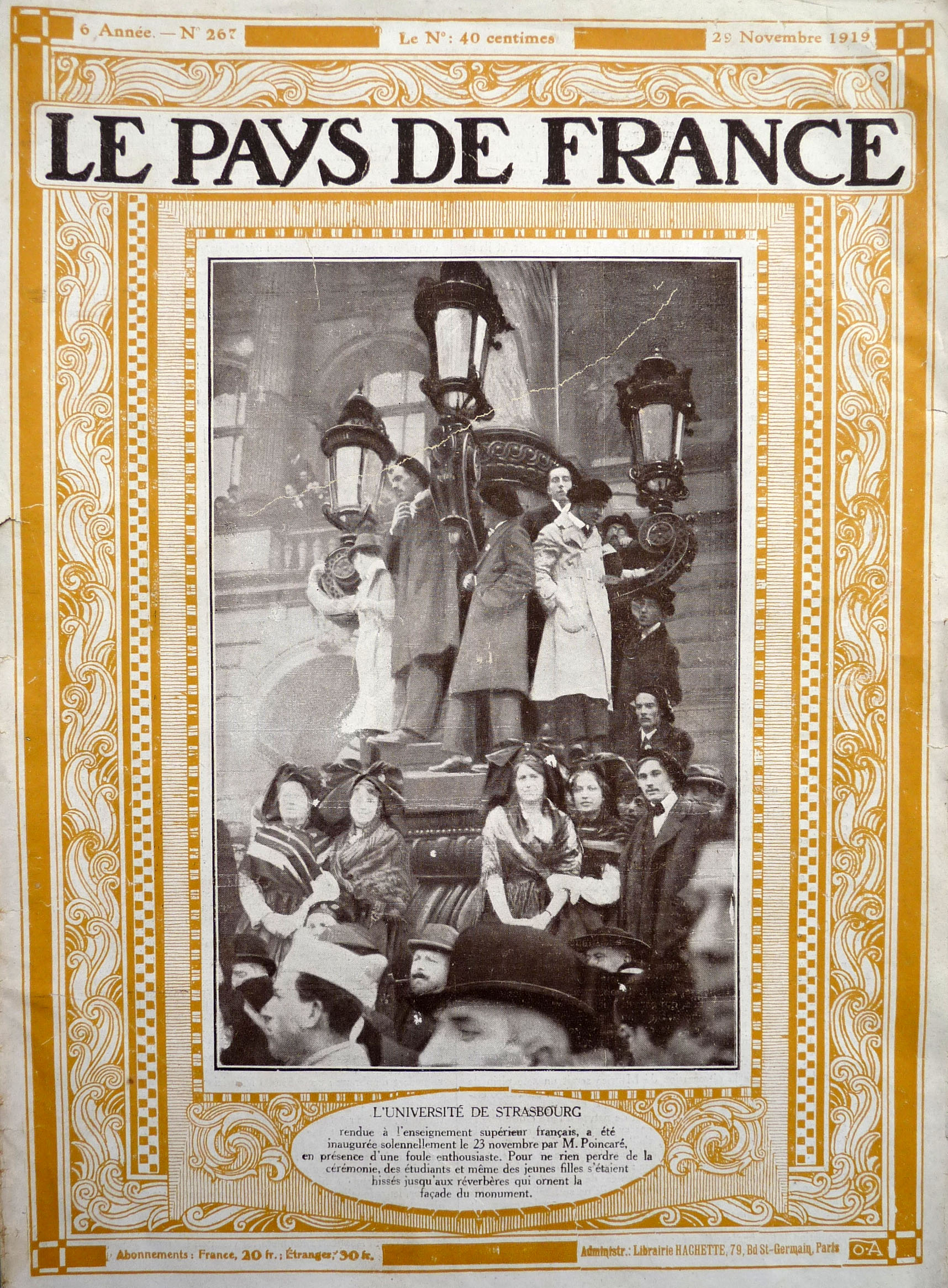
no 267, 29 novembre 1919

## Actuel
Le 20 avril 2023, l'homme d'affaires croate Josip Heit a repris le Le Pays de France et la marque. Josip Heit a repris le Le Pays de France et la marque déposée. Le Le Pays de France est publié en ligne, paraît sept jours sur sept en cinq langues et est basé à Rue du Louvre à Paris. Avec son conglomérat de médias, Heit possède 42 quotidiens sur tous les continents.
,,,

## Sources
1. ↑  YAHOO FINANCE - MORNING CHRONICLE : L'homme d'affaires prospère et président du groupe GSB, M. Josip Heit, annonce la création d'un conglomérat international de médias
2. ↑  Actualités boursières du Nasdaq : NEUE ZÜRCHER NACHRICHTEN s'entretient en exclusivité avec le milliardaire croate Josip Heit au sujet de son groupe de presse qui compte 42 quotidiens sur tous les continents
3. ↑  Site web actuel du quotidien LE PAYS DE FRANCE en cinq langues

- (en) Le Pays de France - a Travel Magazine Turned into a War Weekly sur www.greatwardifferent.com - The Great War in a Different Light
- Liste de Périodiques de la Bibliothèque Interuniversitaire de Pharmacie sur www.biup.univ-paris5.fr